# Торосевич, Юзеф
Юзеф Торосевич (пол. Józef Torosiewicz; 1784, Станиславов — 1869, Лемберг) — польский доктор медицины армянского происхождения, общественный деятель, меценат, основатель армянского научно-воспитательного учреждения (приюта для армянских мальчиков-сирот) в Лемберге (ныне Львове).

## Биография
Родился в 1784 году в Станиславове, Королевство Галиции и Лодомерии. Представитель семейства Торосевичей, которое дало Львову и Станиславову нескольких известных деятелей. Среди них — младший брат Юзефа — Теодор Торосевич, учёный-химик, организатор первых галицких курортов. Семья армян Торосевичей осела в Станиславове ещё со времён основания города. Среди предков Юзефа были купцы, ремесленники, члены городского совета (рады).

Помогал брату, Теодору Торосевичу, в исследованиях и поиске минеральных источников Прикарпатья. Способствовал возникновению и развитию многих курортов этого края. Вместе с братом был меценатом, вёл значительную благотворительную деятельность — гонорары за научные труды и часть собственных средств, передавал студентам, учившимся в Вене или во Лембергском университете и школах города, помогал детским приютам и больницам.

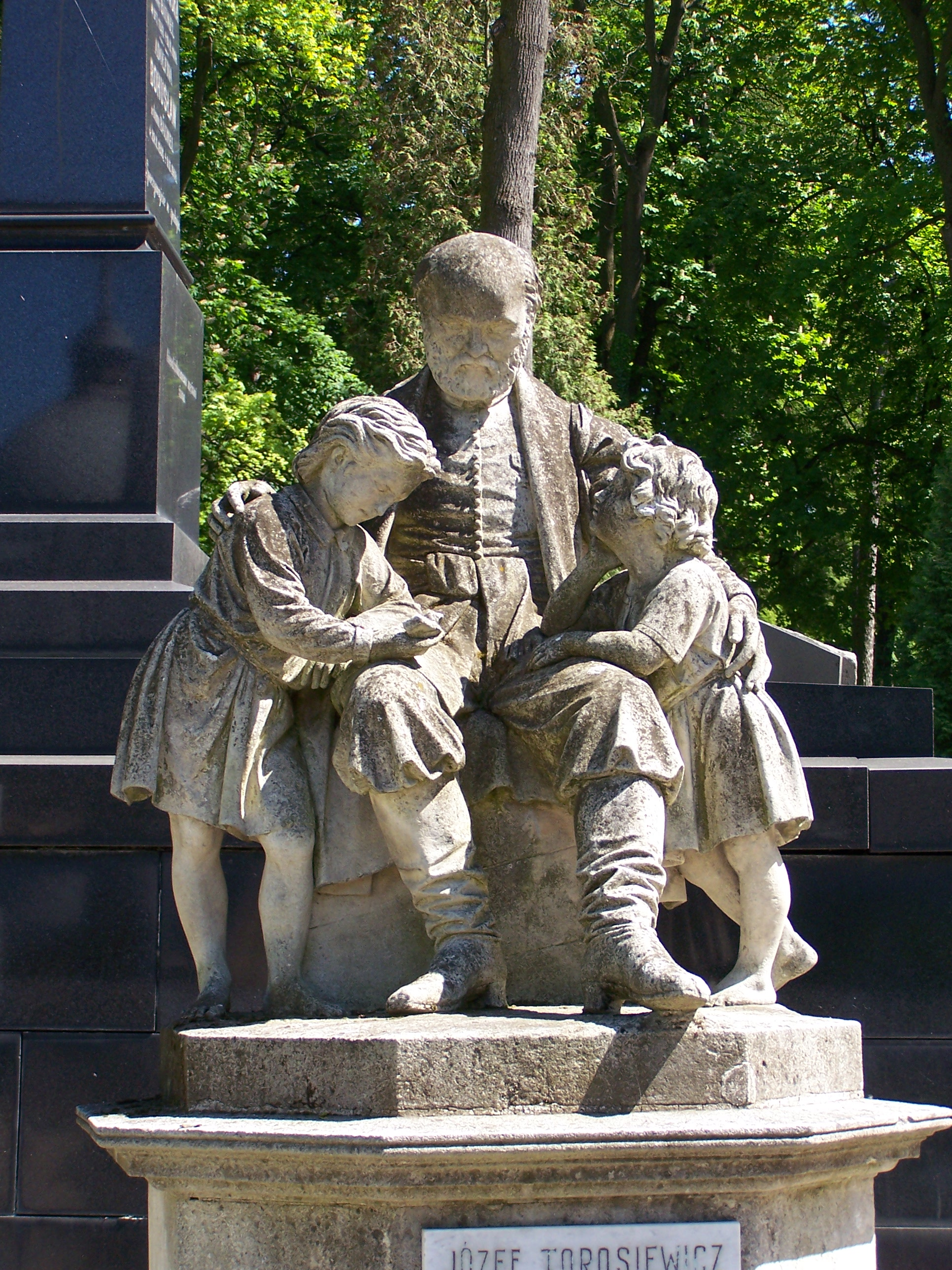
Памятник Юзефу Торосевичу на Лычаковском кладбище во Львове

В 1865 году за свои средства основал приют для армянских мальчиков-сирот в Лемберге — бурсу Юзефа Торосевича. После смерти завещал все свои сбережения детям-сиротам.
Умер в 1869 году в Лемберге. Похоронен на Лычаковском кладбище. Благодарные горожане провели сбор пожертваний и в 1871 году установили на могиле мецената Юзефа Торосевича памятник, который и поныне стоит на Лычаковском кладбище. Памятник представляет собой скульптурную группу: доктора Ю. Торосевича, по-отечески прижимающего к себе двух босоногих детей-сирот, один из которых держит раскрытую книжку.